# Кордова, Виола
Виола Кордова (исп. Viola Cordova, 20 октября 1937 — 2 ноября 2002) — философ, художница и писательница, член племени апачей хикарилья, была одной из первых женщин — коренных американцев, получивших докторскую степень по философии.

## Ранние годы
Виола Кордова выросла в Таосе, Нью-Мексико; её отец был членом племени апачей хикарилья, а мать была латиноамериканкой. Она получила степень бакалавра в Университете штата Айдахо, а также степень магистра и доктора философии в Университете Нью-Мексико.

## Карьера
Вместе с Энн Уотерс она работала соредактором информационного бюллетеня Американской философской ассоциации об американских индейцах в философии с момента его создания в 2001 году до своей смерти.
В своей книге «Что не имеет места, остаётся» Николас Шрабсоул (англ. Nicholas Shrubsole) отмечает, что «Виола Кордова напоминает нам, что акт слушания, чтобы понять, не может основываться на желании увидеть искажение самого себя».

## Смерть и память
Кордова умерла 2 ноября 2002 года. После её смерти Университет Нью-Мексико назвал в её честь ежегодную серию лекций.

## Труды
- Conceptual frameworks as a source of cultural distinctions (Master's thesis, University of New Mexico, 1985)
- The concept of monism in Navajo thought (PhD dissertation, University of New Mexico, 1992)
- How It Is: A Native American Creation Story by V. F. Cordova (Center for Applied Studies in American Ethnicity, Colorado State University, 1994)
- Who We Are:  An Exploration of Identity by V. F. Cordova (Center for Applied Studies in American Ethnicity, Colorado State University, 1994)
- Hearing Other Voices: A Series of Talks and Lectures by Viola Cordova, PhD (Colorado State University, 1995)
- Cordova, V. F. (2007). How It Is: The Native American Philosophy of V. F. Cordova. Edited by Kathleen Dean Moore, Kurt Peters, Ted Jojola, and Amber Lacy. Tucson: University of Arizona Press. ISBN 978-0-8165-2649-9. OCLC 137331382.